# Högberg östra
Högberg östra är en av SCB avgränsad och namnsatt småort i Degerfors kommun i Örebro län. Den omfattar bebyggelse vid västra stranden av Letälven sydväst om Degerfors och öster om byn Högberg.